# 埃佩南库尔
埃佩南库尔（法語：Épénancourt，法語發音：[epenɑ̃kuʁ]）是法国上法蘭西大區索姆省的一个市镇，属于佩罗讷区。

## 地理
埃佩南库尔（49°49'22"N, 2°55'52"E）面积3.5 平方千米，位于法国上法蘭西大區索姆省，该省份为法国北部沿海省份，北起加来海峡省和北部省，西接滨海塞纳省和大西洋英吉利海峡，南至瓦兹省，东临埃纳省。
与埃佩南库尔接壤的市镇（或旧市镇、城区）包括：锡藏库尔、埃讷曼、法尔维、利库尔、莫尔尚、帕尔尼、圣克里斯特-布里约斯特。
埃佩南库尔的时区为UTC+01:00、UTC+02:00（夏令时）。

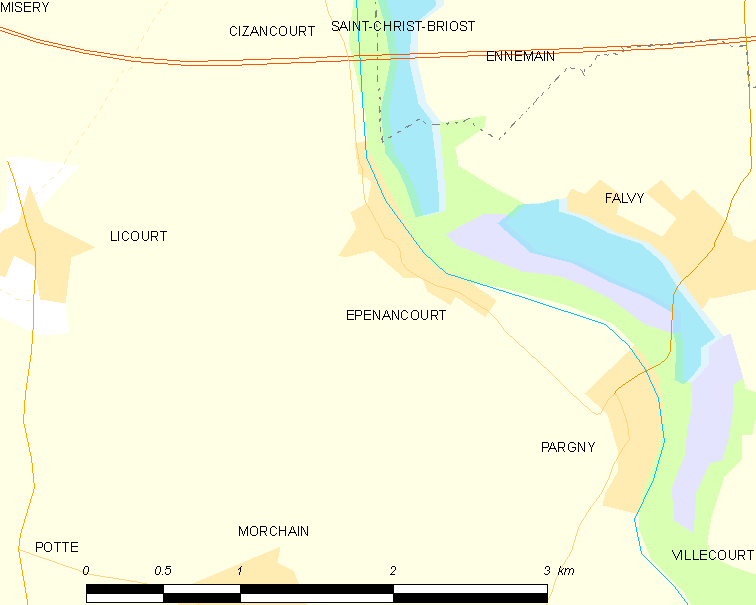
埃佩南库尔的OSM定位图

## 行政
埃佩南库尔的邮政编码为80190，INSEE市镇编码为80272。

## 政治
埃佩南库尔所属的省级选区为阿姆县。

## 人口

1962-2008年间埃佩南库尔人口变化图示

埃佩南库尔于2022年1月1日时的人口数量为126人。